# Mike Douglas
Michael Delaney Dowd, meglio noto come Mike Douglas (Chicago, 11 agosto 1925 – Palm Beach Gardens, 11 agosto 2006), è stato un cantante e attore statunitense.
Ha iniziato l'attività di cantante da adolescente e per questo negli anni quaranta si trasferì in California.
Ha anche preso parte in qualche film come attore e anche come cantante, come la versione cantata del principe in Cenerentola.
Nel 1944, a 19 anni ha sposato Genevieve Purnell con cui rimase fino alla morte e da cui ha avuto tre figlie, tra cui due gemelle.
È morto nel 2006, il giorno del suo 81º compleanno e le cause della morte sono sconosciute: la moglie ha rivelato che Mike era morto per ipotermia, ma questo non fu mai accertato poiché l'11 agosto era un giorno molto caldo in Florida; altri hanno rivelato che fosse morto per un cancro alla prostata di cui era malato dal 1990.
Mike Douglas è stato sepolto nel Riverside Memorial Park di Tequesta, Florida.

## Filmografia parziale
- Cenerentola (1950) - parte cantata